# Campionati mondiali di slittino 2001
I Campionati mondiali di slittino 2001, trentacinquesima edizione della manifestazione organizzata dalla Federazione Internazionale Slittino, si tennero dal 23 al 25 febbraio 2001 a Calgary, in Canada, sulla pista del Canada Olympic Park, la stessa sulla quale si svolsero le competizioni del bob e dello slittino ai Giochi di Calgary 1988 e le rassegne iridate nel 1990 e nel 1993; furono disputate gare in quattro differenti specialità: nel singolo uomini, nel singolo donne, nel doppio e nella prova a squadre.
Dominatrice della manifestazione fu la nazionale tedesca, capace di conquistare tre titoli e ben otto medaglie sulle dodici assegnate in totale: quelle d'oro furono vinte da Sylke Otto nell'individuale femminile, al suo secondo trionfo dopo quello ottenuto l'anno precedente, da André Florschütz e Torsten Wustlich nel doppio e dalla squadra composta da Georg Hackl, Silke Kraushaar, Patric Leitner ed Alexander Resch nella prova a squadre. Nel singolo uomini la vittoria andò al rappresentante della nazionale italiana Armin Zöggeler, al suo terzo trionfo nella specialità dopo quelli ottenuti a Lillehammer 1995 e Schönau am Königssee 1999.
gli atleti che riuscirono a salire per due volte sul podio in questa rassegna iridata furono i tedeschi Georg Hackl, Silke Kraushaar, Sylke Otto, Steffen Skel e Steffen Wöller.

## Risultati

### Singolo uomini
La gara fu disputata il 25 febbraio nell'arco di due manches e presero parte alla competizione 59 atleti in rappresentanza di 26 differenti nazioni; campione uscente era il tedesco Jens Müller, che concluse la prova all'ottavo posto, ed il titolo fu conquistato dall'italiano Armin Zöggeler, già campione del mondo nella specialità a Lillehammer 1995 e Schönau am Königssee 1999 nonché sul podio ai Giochi di Lillehammer 1994 e di Nagano 1998, davanti all'altro teutonico Georg Hackl, vincitore di tre ori iridati a Winterberg 1989, a Calgary 1990 e ad Igls 1997 e tre ori olimpici ad Albertville 1992, a Lillehammer 1994 ed a Nagano 1998 nel singolo, ed all'austriaco Markus Prock, che vinse il titolo mondiale ad Igls 1987 e ad Altenberg 1996 e fu per due volte secondo alle Olimpiadi del 1992 e del 1994.
| Pos. | Atleti            | Nazione  | Tempo    | Distacco |
| ---- | ----------------- | -------- | -------- | -------- |
|      | Armin Zöggeler    | Italia   | 1'30"139 |          |
|      | Georg Hackl       | Germania | 1'30"485 | +0"346   |
|      | Markus Prock      | Austria  | 1'30"766 | +0"627   |
| 4    | Rainer Margreiter | Austria  | 1'30"895 | +0"756   |
| 5    | Robert Fegg       | Germania | 1'30"932 | +0"793   |
| 6    | Denis Geppert     | Germania | 1'31"037 | +0"898   |
| 7    | Wilfried Huber    | Italia   | 1'31"040 | +0"901   |
| 8    | Jens Müller       | Germania | 1'31"056 | +0"917   |
| 9    | Karsten Albert    | Germania | 1'31"065 | +0"926   |
| 10   | Reinhold Rainer   | Italia   | 1'31"135 | +0"996   |

### Singolo donne
La gara fu disputata il 24 febbraio nell'arco di due manches e presero parte alla competizione 40 atlete in rappresentanza di 18 differenti nazioni; campionessa uscente era la tedesca Sylke Otto, che riuscì a bissare il titolo ottenuto nella precedente edizione, davanti alle connazionali Silke Kraushaar, campionessa olimpica a Nagano 1998, e Barbara Niedernhuber, già medaglia d'argento nelle ultime due rassegne iridate nonché seconda classificata ai Giochi di Nagano 1998 dietro alla stessa Kraushaar.
| Pos. | Atleti               | Nazione     | Tempo    | Distacco |
| ---- | -------------------- | ----------- | -------- | -------- |
|      | Sylke Otto           | Germania    | 1'29"393 |          |
|      | Silke Kraushaar      | Germania    | 1'29"681 | +0"288   |
|      | Barbara Niedernhuber | Germania    | 1'29"861 | +0"468   |
| 4    | Sonja Wiedemann      | Germania    | 1'30"271 | +0"878   |
| 5    | Angelika Neuner      | Austria     | 1'30"393 | +1"000   |
| 6    | Gabriele Bender      | Germania    | 1'30"399 | +1"006   |
| 7    | Veronika Halder      | Austria     | 1'30"515 | +1"122   |
| 8    | Iluta Gaile          | Lettonia    | 1'30"606 | +1"213   |
| 9    | Sonja Manzenreiter   | Austria     | 1'30"690 | +1"297   |
| 10   | Ashley Hayden        | Stati Uniti | 1'30"718 | +1"325   |

### Doppio
La gara fu disputata il 24 febbraio nell'arco di due manches e presero parte alla competizione 44 atleti in rappresentanza di 11 differenti nazioni; campioni uscenti erano i tedeschi Patric Leitner ed Alexander Resch, che conclusero la prova al quinto posto, ed il titolo fu conquistato dai connazionali André Florschütz e Torsten Wustlich davanti all'altra coppia tedesca composta da Steffen Skel e Steffen Wöller, già altre due volte sul podio iridato, ed a quella austriaca formata dai cugini Tobias Schiegl e Markus Schiegl, che vinsero il titolo mondiale ad Altenberg 1996 e ad Igls 1997.
| Pos. | Atleti                                    | Nazione     | Tempo    | Distacco |
| ---- | ----------------------------------------- | ----------- | -------- | -------- |
|      | André Florschütz Torsten Wustlich         | Germania    | 1'28"628 |          |
|      | Steffen Skel Steffen Wöller               | Germania    | 1'28"689 | +0"061   |
|      | Tobias Schiegl Markus Schiegl             | Austria     | 1'28"896 | +0"268   |
| 4    | Gerhard Plankensteiner Oswald Haselrieder | Italia      | 1'29"051 | +0"423   |
| 5    | Patric Leitner Alexander Resch            | Germania    | 1'29"152 | +0"524   |
| 6    | Grant Albrecht Michael Moffat             | Canada      | 1'29"180 | +0"552   |
| 7    | Kurt Brugger Wilfried Huber               | Italia      | 1'29"203 | +0"575   |
| 8    | Mark Grimmette Brian Martin               | Stati Uniti | 1'29"361 | +0"733   |
| 9    | Christopher Thorpe James Ives             | Stati Uniti | 1'29"440 | +0"812   |
| 10   | Sebastian Schmidt André Forker            | Germania    | 1'29"582 | +0"954   |

### Gara a squadre
La gara fu disputata il 23 febbraio ed ogni squadra nazionale poté prendere parte alla competizione con due formazioni, mentre quelle che non avevano atleti presenti in tutte e tre le specialità in questa edizione dei mondiali poterono accordarsi per creare un'unica squadra; nello specifico la prova vide la partenza di un singolarista uomo ed uno donna, nonché di un doppio per ognuna delle 17 formazioni, che gareggiarono ciascuno in una singola manche; la somma totale dei tempi così ottenuti laureò campione la nazionale tedesca di Georg Hackl, Silke Kraushaar, Patric Leitner ed Alexander Resch davanti all'altra squadra teutonica formata da Karsten Albert, Sylke Otto, Steffen Skel e Steffen Wöller ed a quella statunitense composta da Antony Benshoof, Rebecca Wilczak, Mark Grimmette e Brian Martin.
| Pos. | Squadra        | Atleti                                                                         | Tempo    | Distacco |
| ---- | -------------- | ------------------------------------------------------------------------------ | -------- | -------- |
|      | Germania I     | Georg Hackl Silke Kraushaar Patric Leitner / Alexander Resch                   | 2'14"711 |          |
|      | Germania II    | Karsten Albert Sylke Otto Steffen Skel / Steffen Wöller                        | 2'15"317 | +0"606   |
|      | Stati Uniti I  | Antony Benshoof Rebecca Wilczak Mark Grimmette / Brian Martin                  | 2'15"556 | +0"845   |
| 4    | Italia I       | Armin Zöggeler Natalie Obkircher Kurt Brugger / Wilfried Huber                 | 2'15"697 | +0"986   |
| 5    | Austria I      | Markus Prock Angelika Neuner Tobias Schiegl / Markus Schiegl                   | 2'15"709 | +0"998   |
| 6    | Stati Uniti II | Adam Heidt Ashley Hayden Christopher Thorpe / James Ives                       | 2'16"115 | +1"404   |
| 7    | Canada I       | Tyler Seitz Regan Lauscher Grant Albrecht / Michael Moffat                     | 2'16"526 | +1"815   |
| 8    | Italia II      | Reinhold Rainer Nadja Unterholzner Gerhard Plankensteiner / Oswald Haselrieder | 2'16"767 | +2"056   |
| 9    | Austria II     | Rainer Margreiter Simone Eder Andreas Linger / Wolfgang Linger                 | 2'16"992 | +2"281   |
| 10   | Slovacchia I   | Jaroslav Slávik Veronika Sabolová Ľubomír Mick / Walter Marx                   | 2'17"634 | +2"923   |

## Medagliere
| Posizione | Nazione     | Oro | Argento | Bronzo | Totale |
| --------- | ----------- | --- | ------- | ------ | ------ |
| 1         | Germania    | 3   | 4       | 1      | 8      |
| 2         | Italia      | 1   | 0       | 0      | 1      |
| 3         | Austria     | 0   | 0       | 2      | 2      |
| 4         | Stati Uniti | 0   | 0       | 1      | 1      |
| Totale    | Totale      | 4   | 4       | 4      | 12     |